# 헨리크 폰토피단
헨리크 폰토피단(덴마크어: Henrik Pontoppidan, 1857년 7월 24일 ~ 1943년 8월 21일)은 덴마크의 소설가이다. 목사의 아들로 프레데리시아에서 출생한 그는 공학을 공부했으나 이를 포기하고 작가를 지망했다. 생활 때문에 초고등학교 교사가 되었으나 그곳의 그룬트비의 사상이 녹아든 환경에 불만을 느꼈으며 이때에 농민과의 교제를 위하여 농부의 딸과 결혼하게 되었으나 얼마 안 가서 이혼하고 만다. 그 후 코펜하겐의 여성과 재혼하였다.
덴마크 문학에의 최대 공헌은 <약속된 땅>(1891-95), <운좋은 페르>(1898-1904), <사자(死者)의 왕국>(1912-16) 등이며 1917년에 노벨 문학상을 받았다.